# Roberto Longo
Pour les articles homonymes, voir Longo.
Roberto Longo (né le 3 décembre 1984, à Soave en Italie) est un coureur cycliste italien. 

## Biographie
Roberto Longo devient professionnel en juillet 2007 en signant pour l'équipe Lampre.

## Palmarès et classements mondiaux

### Palmarès
- 2006
  - 2e du Mémorial Benfenati
  - 3e du Trophée de la ville de Brescia
- 2007
  - 1re étape du Tour de Pologne (contre-la-montre par équipes)
  - 3e de la Coppa Belricetto

### Classements mondiaux
| Année           | 2006 |
| --------------- | ---- |
| UCI Europe Tour | 571e |